# 나가르

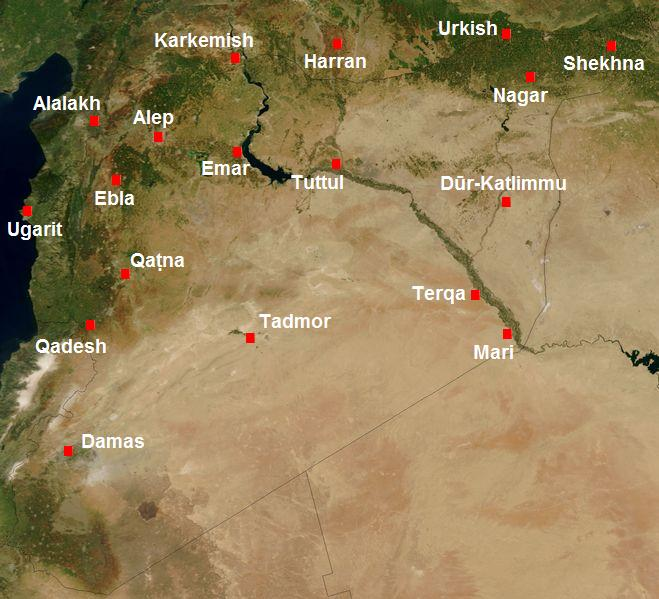

나가르(현대의 시리아 텔 브락)는 하부르강의 고대 수메르 도시였다.  그것은 북 메소포타미아의 최대 도시 유적 중의 하나이다.
기원전 600년경에 이미 작은 정착이 존재하였고 신석기 시대(할라프 문화)에와 다음 우바이드문명의 소재들이 발견되었다. 나가르의 초기 단계 유적은 남부 메소포타미아의 더 잘 알려진 도시 우루크등과 동시대인 기원전 네 번째 천년에서 개발된 도시를 드러내었다. 브락(나가르)에서 발겨된 우루크 유물중에는 시리아와 메소포타미아에서 널리 퍼진 교육된 기록을 위한 표준 교재가 있었다. 기원전 2번째 천년의 그곳은 미탄니의 유적을 제공한다.

## 같이 보기
- 텔 레일란